# فرناندو مانويل سوزا
فرناندو مانويل سوزا (بالبرتغالية: Fernando Manuel Gomes de Sousa‏) (4 أغسطس 1967 بلواندا في أنغولا - ) هو لاعب كرة قدم أنغولي في مركز الوسط، شارك في كأس الأمم الأفريقية 1998. وشارك مع منتخب أنغولا لكرة القدم. أما مع النوادي، فقد لعب مع ألفيركا وO Elvas C.A.D. ‏ وكامبومايورنسي ‏.

## وصلات خارجية
- فرناندو مانويل سوزا على موقع قاعدة بيانات كرة القدم.إي يو (الإنجليزية)
- فرناندو مانويل سوزا على موقع ناشيونال فوتبول تيمز (الإنجليزية)